# Xhanfize Frashëri
Xhanfize Frashëri, född 1912, död 1971, var en tjeckisk läkare. Hon blev 1937 den första kvinnliga läkaren i Albanien.
Hon tog examen i medicin i Philadelphia i USA, och blev Albaniens första kvinnliga läkare då hon återvände till landet och öppnade praktik i Tirana 1937. Hon specialiserade sig på pediatrik och obstetrik. 